# Aplosonyx tibialis
Aplosonyx tibialis es un coleóptero de la familia Chrysomelidae. Fue descrita científicamente por primera vez en 1865 por Baly.